# Vicente Guerrero, Tolcayuca
Vicente Guerrero är en ort i Mexiko.   Den ligger i kommunen Tolcayuca och delstaten Hidalgo, i den sydöstra delen av landet, 60 km norr om huvudstaden Mexico City. Vicente Guerrero ligger 2 348 meter över havet och antalet invånare är 1 105.
Terrängen runt Vicente Guerrero är platt åt sydost, men åt nordväst är den kuperad. Runt Vicente Guerrero är det ganska tätbefolkat, med 134 invånare per kvadratkilometer. Närmaste större samhälle är Tizayuca, 14,7 km sydväst om Vicente Guerrero. Trakten runt Vicente Guerrero består i huvudsak av gräsmarker.